# Blomsfors bruk
Blomsfors bruk var ett tidigare pappersbruk och järnbruk i Horns socken, Östergötlands län.

## Historik
Blomsfors bruk var ett pappersbruk belägget vid Stångån i Horns socken, Kinda härad och grundades 1797 på Stora Flarkas ägor. Bruket fick sitt namn efter pappersmästaren Lars Blomberg. Pappersbruket lades sedan ner och ett järnbruk ett järnbruk grundades 1867. Järnet hämtades från Nora bergslag. 1872 bestod bruket av en större smedja med Franche-Comté härd, en räckhammar, en knipphammare och två spikhammare. Till bruket hörde kvarn och grynverk med fyra par stenar, samt ett mindre jordområde. På bruket fanns även en terpentinfabrik. 1872 såldes även bruket Edsvalla sågverksbolag.